# Oncocnemis simplicia
Oncocnemis simplicia là một loài bướm đêm trong họ Noctuidae.